# Соредії

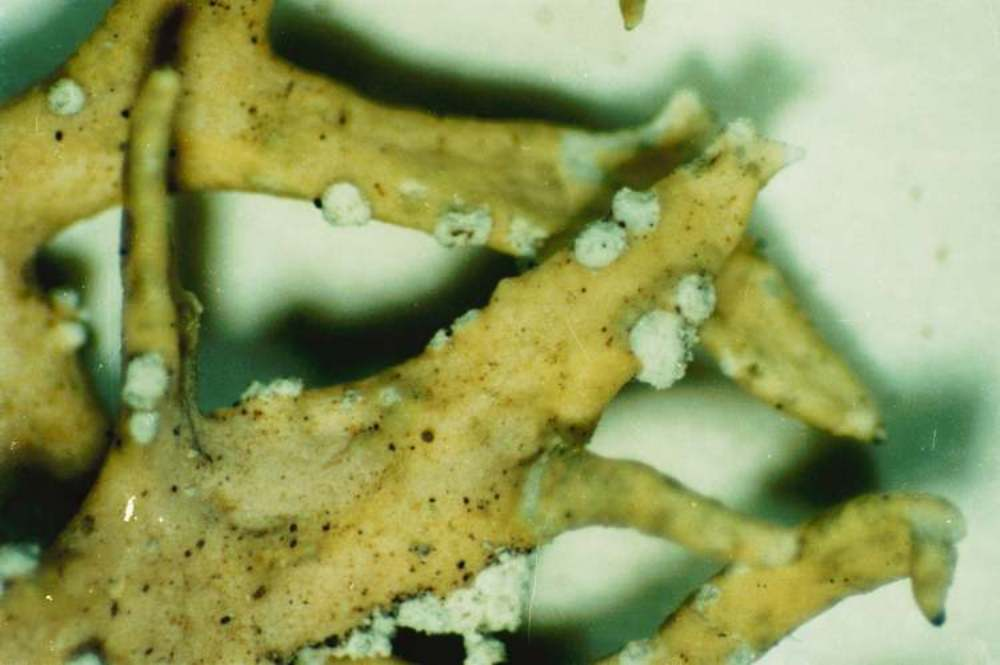
Соредії на евернії сливовій

Соредії — утворення на таломі деяких лишайників, які слугують для їх вегетативного розмноження.
Соредії являють собою кілька клітин водорості, обплетених гіфами міцелію гриба. Утворюються всередині слані в гонідіальному шарі листуватих та кущистих лишайників. Сформовані соредії розривають корковий шар та виштовхуються із талому назовні. Після цього можуть підхоплюватись та розноситись вітром або водою. За сприятливих умов вони проростають у нових місцях і утворюють нові лишайники.
Це не єдиний спосіб розмноження лишайників. Утворювати соредії здатні близько 30 % їх видів.